# Чемпионат СССР по тяжёлой атлетике 1974
49-й чемпионат СССР по тяжёлой атлетике прошёл с 24 по 28 апреля 1974 года в Тбилиси (Грузинская ССР). В нём приняли участие 150 атлетов, которые были разделены на 9 весовых категорий и соревновались в двоеборье (рывок и толчок).

## Медалисты
| Категория                       | Золото                                     | Золото                 | Серебро                                       | Серебро                | Бронза                                       | Бронза                 |
| До 52 кг (наилегчайший вес)     | Александр Сеньшин «Авангард» Ворошиловград | 222,5 кг (95 + 127,5)  | Александр Воронин «Труд» Кемерово             | 215 кг (92,5 + 122,5)  | Адам Гнатов «Локомотив» Львов                | 215 кг (87,5 + 127,5)  |
| До 56 кг (легчайший вес)        | Владимир Аникин Вооружённые Силы Рига      | 250 кг (110 + 140)     | Александр Алехин Вооружённые Силы Хабаровск   | 242,5 кг (105 + 137,5) | Рафаил Беленков «Спартак» Минск              | 242,5 кг (107,5 + 135) |
| До 60 кг (полулёгкий вес)       | Дито Шанидзе «Гантиади» Тбилиси            | 267,5 кг (120 + 147,5) | Эркин Каримов «Буревестник» Ташкент           | 267,5 кг (117,5 + 150) | Юрий Голубцов «Авангард» Донецк              | 265 кг (115 + 150)     |
| До 67,5 кг (лёгкий вес)         | Мухарбий Киржинов Вооружённые Силы Москва  | 297,5 кг (130 + 167,5) | Пётр Король «Динамо» Львов                    | 297,5 кг (132,5 + 165) | Эдуард Дергачёв «Динамо» Минск               | 287,5 кг (125 + 162,5) |
| До 75 кг (полусредний вес)      | Виктор Куренцов Вооружённые Силы Хабаровск | 322,5 кг (142,5 + 180) | Александр Галкин Вооружённые Силы Киев        | 317,5 кг (135 + 182,5) | Иван Шилков «Труд» Пермь                     | 315 кг (130 + 185)     |
| До 82,5 кг (средний вес)        | Владимир Рыженков «Динамо» Москва          | 362,5 кг (160 + 202,5) | Борис Павлов «Спартак» Донецк                 | 342,5 кг (150 + 192,5) | Игорь Калачников «Динамо» Москва             | 335 кг (147,5 + 187,5) |
| До 90 кг (полутяжёлый вес)      | Сергей Полторацкий «Спартак» Хмельницкий   | 365 кг (165 + 200)     | Евгений Пеньковский Вооружённые Силы Подольск | 360 кг (152,5 + 207,5) | Василий Колотов «Труд» Первоуральск          | 360 кг (157,5 + 202,5) |
| До 110 кг (тяжёлый вес)         | Валерий Устюжин «Динамо» Ровно             | 382,5 (160 + 222,5)    | Виктор Халин «Авангард» Чернигов              | 380 кг (170 + 210)     | Александр Трофименко «Динамо» Ростов-на-Дону | 375 кг (165 + 210)     |
| Свыше 110 кг (супертяжёлый вес) | Василий Алексеев «Труд» Шахты              | 420 кг (180 + 240)     | Асланбек Еналдиев «Труд» Орджоникидзе         | 390 кг (172,5 + 217,5) | Александр Бородин «Труд» Москва              | 385 кг (162,5 + 222,5) |